# Club SuS 1896 Bremen
Le Club SuS 1896 Bremen fut un club allemand de football localisé à Brême.

## Histoire
Le club fut fondé le 10 juillet 1896 au restaurant Wartburghalle de Brême.
Le 1er avril 1899, le club fut un des membres fondateurs de la Verbandes Bremer Fußball-Vereine (VBFV). L’année suivante, en janvier le cercle était présent à Leipzig et fut un des fondateurs de la Deutscher Fußball Bund (DFB).
Le Club SuS 1896 aligna de solides équipes qui lui valurent de terminer vice-champion des deux premiers championnat organisés par la VBFV puis une nouvelle fois en 1905.
Ensuite, le cercle régressa et fut finalement dissous en 1909.

## Palmarès
- Vice-champion de la VBFV: 1900, 1901, 1905.